# Villa Tarabini
Villa Tarabini, già tenuta Colombarone, è un edificio di Albinea, situato in posizione collinare. Di architettura neoclassica, risalente al XVII secolo, è stata acquisita tra il 2010 e 2011 dal comune di Albinea che ha effettuato un importante intervento di restauro ad opera degli architetti Walter Baricchi, Enrico Franzoni e Paolo Soragni. 
L'edificio, a base rettangolare, si sviluppa su tre livelli. Sulla copertura si nota una struttura sopraelevata a belvedere. Il centro della facciata presenta un frontespizio triangolare. Le luci sono regolari e distribuite in modo simmetrico. Un’epigrafe sul pavimento del terrazzo a nord riporta la data 1627. 
La villa, immersa in un parco secolare, denominato Parco Fola, è sede dell'acetaia comunale. Alla villa è annesso un oratorio in origine dedicato a San Francesco Saverio. L'oratorio presenta una facciata a capanna, orientata a sud. Il prospetto è composto da specchiature a tutto sesto, lobate; il portale è ad arco contornato da una ghiera.

## Storia
La proprietà denominata «Colombarone» viene venduta nel 1616 dal nobile reggiano Alberto Zanelletti ai Padri Gesuiti di Reggio Emilia, divenendo residenza estiva e luogo di insegnamento. In seguito alla soppressione dalla Santa Sede della Compagnia di Gesù, la tenuta viene acquistata dai Signori Greppi che la cedettero, nel 1818, alla famiglia milanese Bosisio. Dopo pochi anni la tenuta viene acquisita dalla famiglia Viganò che ristruttura la villa padronale affidando il progetto all'architetto Marchelli, conferendo l'aspetto di stile neoclassico tuttora apprezzabile. I Viganò continuano l'attività già iniziata dai Greppi, incentivando la ripresa dell'economia agricola, soprattutto legata alla produzione vinicola, ampliando la superficie dei campi sottratti ai boschi, sfruttando a pieno la fertilità del terreno.
Nel 1874 la proprietà del Colombarone passa ad un nobile modenese, il conte Gaetano Tarabini. A differenza del precedente proprietario il conte Tarabini non si occupa dell'espansione agricola del podere, ma si dedica al restauro dell'antico Oratorio, nel 1881, dedicandolo alla Sacra Famiglia.
Dopo la morte del Conte Tarabini, non avendo figli, la proprietà passa al nipote Conte Francesco Messina, che vivendo a Roma, vi trascorre periodi estivi di villeggiatura assieme alla moglie Lucia Bentivoglio, nobile modenese. In questo periodo l'oratorio della Villa viene messo a disposizione per le messe domenicali.
Dai Tarabini la proprietà passerà ai Messina, ai Bentivoglio-Strocco, ai Pezzuoli, Massari, Scaruffi, alla società Eridania ed infine Viganò S.P.A.
Oggi è di proprietà del Comune di Albinea.

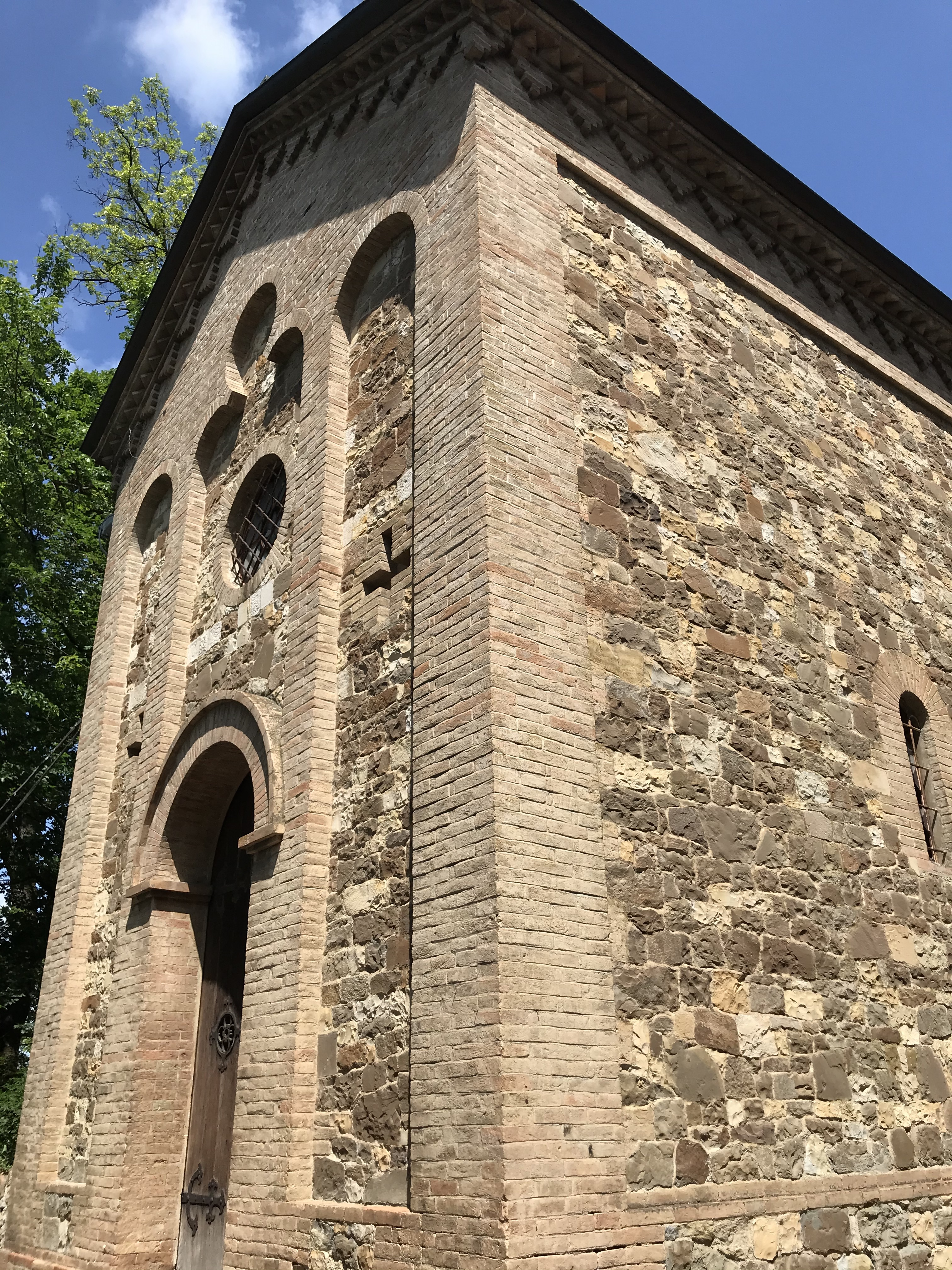
Oratorio di Villa Tarabini
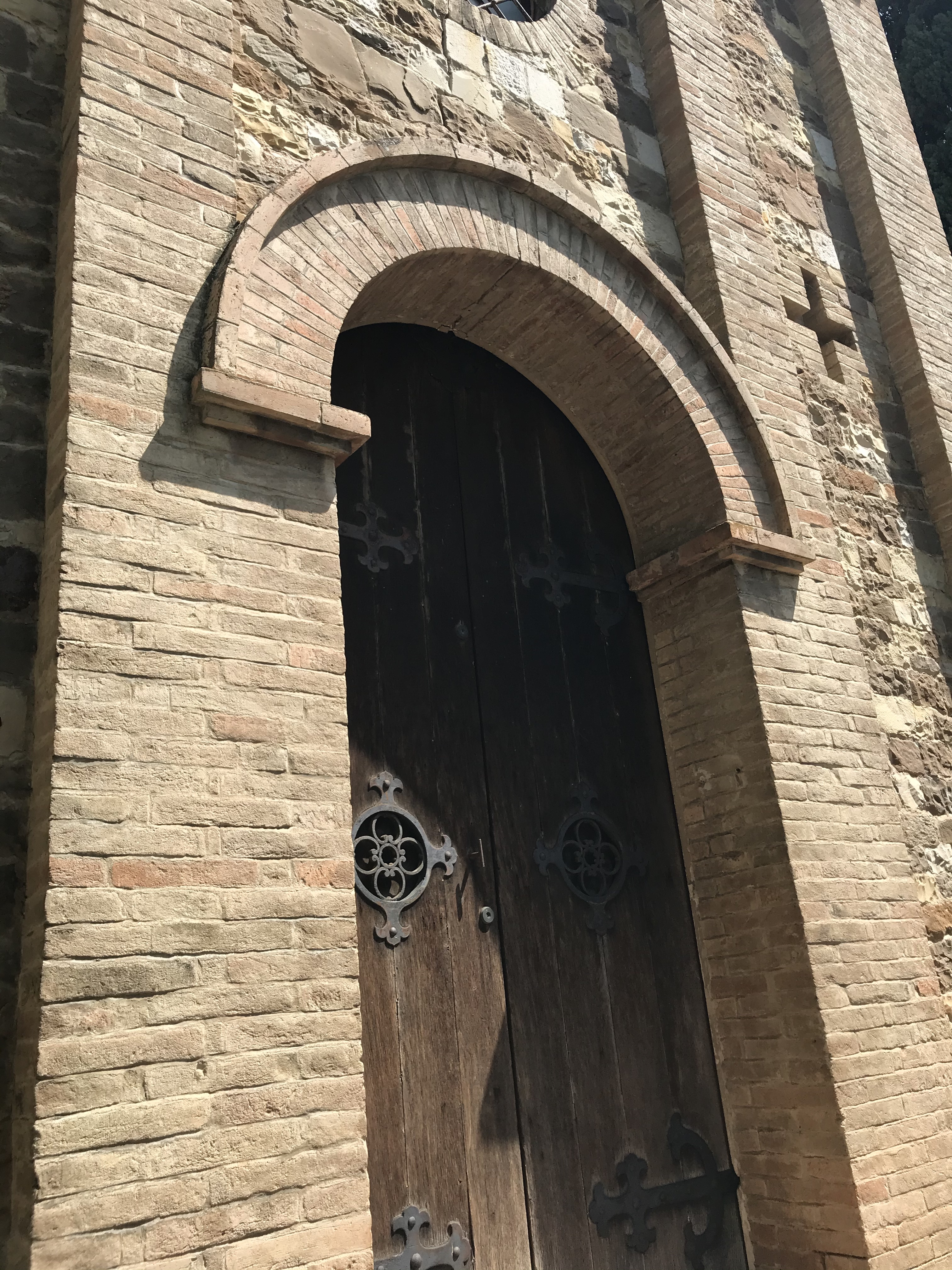
Portale dell'Oratorio
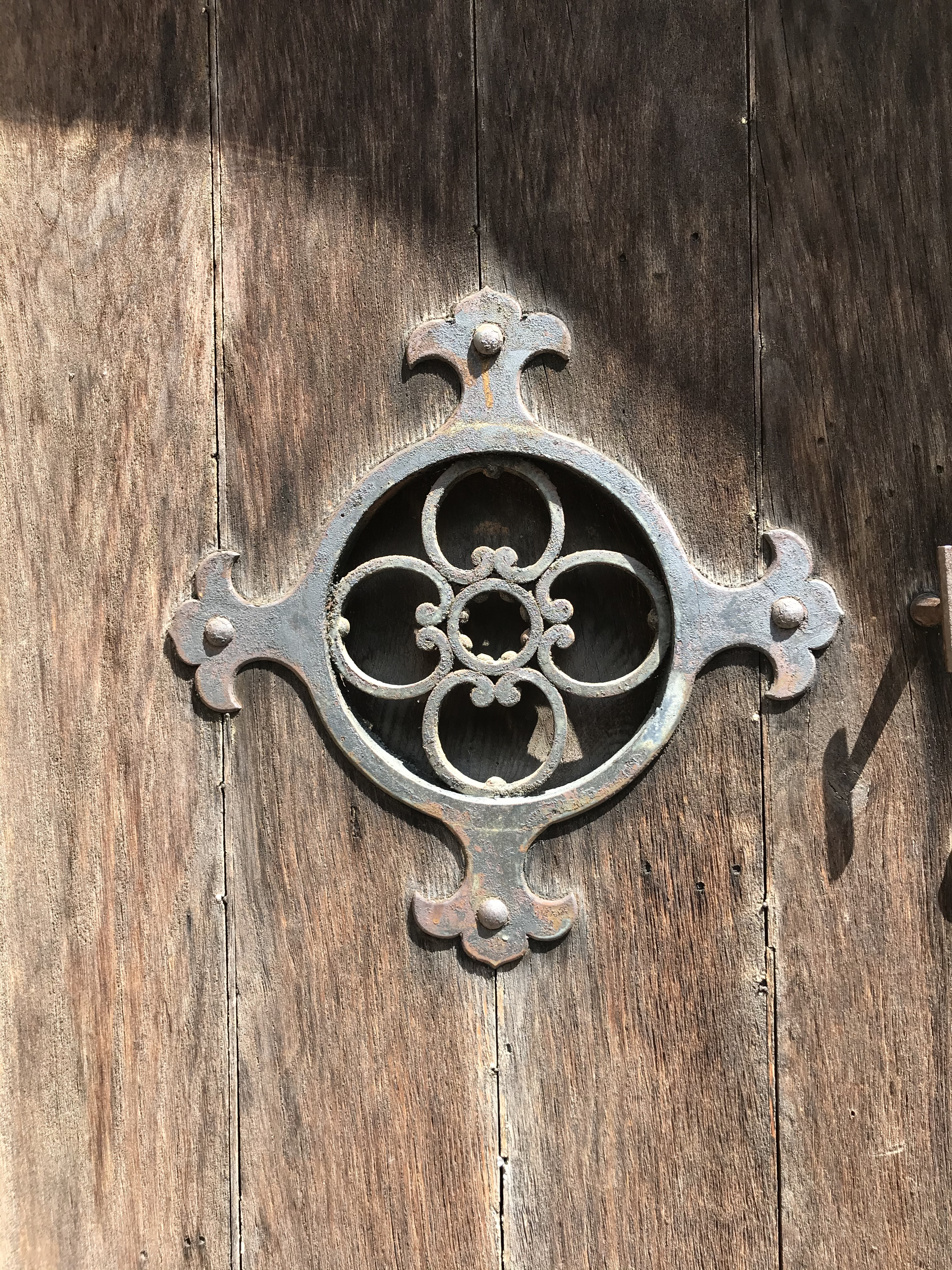
Elemento decorativo in ferro battuto sul portone di ingresso